# りょうけん座RS型変光星
りょうけん座RS型変光星(RS Canum Venaticorum variable)は、変光星の種類である。近接連星であり、活発な彩層を持つため大きな恒星黒点が見られる。これらの黒点は、観測光度を変化させると考えられている。黒点の変化と連星の軌道周期によって光度が変化するため、その変化は年単位である。また、食連星によって光度が変化するものもある。光度の変化は、通常0.2等級程度である。
オットー・シュトルーベ（1946年）は最初にこのグループに気付いたが、公式に最初にりょうけん座RS型変光星の観測的性質の基準を作ったのはオリバー（1974年）である。今日使われている定義は、ホール（1976年）による。
りょうけん座RS型変光星は、以下の5つのサブグループに分けられる。
1. 通常型:軌道周期は1日から14日で、主星のスペクトル型はFまたはG、光度階級はVまたはIVである。食以外の時は強いCa II HとKの輝線が見られる。
2. 短周期型:軌道周期は1日以下で、主星のスペクトル型はFまたはG、光度階級はVまたはIVである。主星、伴星のどちらか1つかあるいは両方でCa II HとKの輝線が見られる。
3. 長周期型:軌道周期は14日以上で、主星も伴星もスペクトル型はGからK、光度階級はIIからIVである。食以外の時は強いCa II HとKの輝線が見られる。
4. 閃光型:主星のスペクトル型はdKeまたはdMeで、強いCa II HとKの輝線が見られると言われる。
5. おうし座V471星型:主星は白色矮星である。伴星のスペクトル型はGからKで、強いCa II HとKの輝線が見られる。

りょうけん座RS型変光星の光度曲線は、食の他に奇妙な半規則性の構造を見せる。この構造は、光度曲線の変形波と呼ばれる。イートンとホール（1979年）は、変形波を作る最も単純な機構は、太陽黒点に相当する、光球の暗く活発な領域である「恒星黒点」であることを示した。このような黒点は、それ以来、多くの恒星系で間接的に観測されている。
彩層の活動は、Ca II HとKの輝線から推測され、またHα線も彩層の活動と関連付けられる。X線放射は、コロナ領域の活動の残骸として知られており、紫外線放射は、太陽からの類推で、遷移層の活動と関連付けられることが知られている。太陽のこれらの領域は強い磁場を持ち、黒点活動は磁場の強い領域の周りでより促進される。
いくつかのりょうけん座RS型変光星は、X線源や電波源であることが知られている。電波の放射はジャイロシンクロトロンによるもので、磁場の存在を示す数少ない直接の証拠となっている。X線光度はLx >> 1024の桁である。放射は、太陽からの類推で T ~ 107 Kに達する高温のコロナからであると考えられている。
りょうけん座RS型変光星の別のサブグループは、スピッツァー宇宙望遠鏡で赤外超過の放射があることが知られている。

### 関連文献
- Eaton,J.A. and Hall,D.S. 1979, Astrophys. Jour., 227, 907.
- Hall,D.S. 1976, in IAU Colloquium No. 29, "Multiple Periodic Variable Stars" (D. Reidel: Boston), p. 278-348.
- Oliver,J.P. 1974, Ph.D. Dissertation, University of California at Los Angeles.
- Samus N.N., Durlevich O.V., et al. Combined General Catalog of Variable Stars (GCVS4.2, 2004 Ed.)
- Struve,O. 1946, Ann. d'Astrophys, 9, 1.